# 1926 en Suisse
Chronologie de la Suisse
- 1922
- 1923
- 1924
- 1925
- 1926
- 1927
- 1928
- 1929
- 1930

Chronologie de la Suisse
1925 en Suisse - 1926 en Suisse - 1927 en Suisse

## Gouvernement au1erjanvier 1926
- Conseil fédéral[1]:
  - Heinrich Häberlin PRD, président de la Confédération
  - Giuseppe Motta PDC, vice-président de la Confédération
  - Edmund Schulthess PRD
  - Robert Haab PRD
  - Jean-Marie Musy PDC
  - Ernest Chuard PRD
  - Karl Scheurer PRD

## Évènements

### Janvier
Vendredi 15 janvier 
- À Zoug, le déraillement d’un tramway roulant à vitesse trop élevée cause la mort de deux passagers et en blesse quatre autres.

 Vendredi 22 janvier 
- Décès à Avon (France), à l’âge de 60 ans, du peintre Carlos Schwabe.

### Février
Vendredi 5 février 
- Radio-Berne retransmet pour la première fois le signal horaire de l'Observatoire chronométrique de Neuchâtel.

 Jeudi 25 février 
- Les statistiques fédérales révèlent une baisse de la natalité tant dans les villes que dans les campagnes.

### Mars
Mercredi 3 mars 
- Le Conseil fédéral accorde un prêt sans intérêt aux planteurs de tabac de la Broye, à condition qu’ils s’abstiennent de planter du tabac en 1926.

 Lundi 15 mars 
- Les émetteurs radiophonique de Genève, Lausanne et Berne fondent l'Union radiophonique suisse.

 Mercredi 31 mars
- Création de la Compagnie de 1602, association organisatrice des Cortèges de l'Escalade.

### Avril
Lundi 26 avril 
- Décès à Gléresse (BE), à l’âge de 71 ans, du linguiste Jules Gilliéron.

### Mai
Mercredi 26 mai 
- Les premières traductions simultanées sont effectuées lors de la Conférence internationale du travail qui se tient à Genève.

### Juin
Samedi 5 juin 
- Inauguration du nouveau bâtiment du musée des Beaux-Arts de La Chaux-de-Fonds conçu dans un style art déco par l'architecte René Chapallaz et l'artiste Charles l'Eplattenier.

 Dimanche 6 juin 
- Fondation à Lucerne de la Fédération nationale des costumes suisses.

 Samedi 12 juin 
- Un cyclone d’une rare intensité traverse le Jura bernois et le Jura neuchâtelois, fauchant des forêts et ravageant une centaine de fermes.

 Samedi 19 juin 
- Inauguration des studios de Radio-Bâle à la gare centrale.

 Mardi 22 juin 
- Décès à Bâle, à l’âge de 56 ans, du compositeur Hermann Suter.

### Juillet
Jeudi 1er juillet 
- Ouverture de l'exposition internationale pour le transport fluvial et l'utilisation d'énergie hydraulique à Bâle. Quatorze pays européens et les États-Unis sont présents.

 Samedi 3 juillet 
- Inauguration de la ligne Brigue (VS) – Disentis (GR) des Chemins de fer Furka-Oberalp.

 Dimanche 4 juillet 
- Le Servette FC s’adjuge, pour la cinquième fois de son histoire, le titre de champion de Suisse de football.

### Août
Dimanche 8 août 
- Mise en service à Berne de la première centrale téléphonique entièrement automatique de Suisse.

 Vendredi 20 août 
- La rupture d'une poche glaciaire provoque une grave inondation dans la plaine du Rhône près de Saint-Maurice (VS).

 Samedi 21 août 
- Mise en service, entre Bienne et Nidau, du dernier tronçon du chemin-de-fer Bienne-Täuffelen-Anet, sous le nom de Seeländische Lokalbahnen.

### Septembre
Jeudi 30 septembre 
- Pour la réouverture du Schauspielhaus de Zurich après des transformations, on joue Cymbeline de William Shakespeare.

### Octobre
Lundi 4 octobre 
- Un train de marchandises tombe en panne dans le tunnel du Ricken, près de Wattwil (SG). Asphyxiés par la fumée dégagée par la locomotive à vapeur, neuf collaborateurs des CFF perdent la vie.

 Vendredi 22 octobre 
- Le déraillement d’un train à Castione (TI) provoque la mort de deux personnes. Il y a également quatre blessés.

### Novembre
Lundi 18 novembre 
- Création, au Schauspielhaus de Zurich, de Diana et la Tuda, de Luigi Pirandello.

### Décembre
Dimanche 5 décembre 
- Votations fédérales. Le peuple rejette, par 372 049 non (50,4 %) contre 366 507 oui (49,6 %), le projet d’article constitutionnel sur l'approvisionnement du pays en céréales.

 Lundi 6 décembre 
- Élection mouvementée à la présidence du Conseil national. Le socialiste Achille Grospierre est préféré au candidat officiel du (PSS) Robert Grimm. Il renonce à son élection et le radical Paul Maillefer est élu.

 Mercredi 22 décembre 
- Premier numéro du quotidien catholique Giornale del Popolo, publié à Lugano (TI).

 Mercredi 29 décembre 
- Décès à Préverenges (VD), à l’âge de 52 ans, du journaliste Charles Naine.

 Jeudi 30 décembre 
- Décès à Montreux (VD), à l’âge de 51 ans, du poète autrichien Rainer Maria Rilke.